# Букса (тигровый заповедник)
Букса (англ. Buxa Tiger Reserve, бенг. বক্সা জাতীয় উদ্যান) — тигровый заповедник в Индии. Расположен в округе Джалпайгури штата Западная Бенгалия, на границе с Бутаном.
Создан в 1983 году, площадь составляет 760 км². Кроме тигров в парке обитают циветы, банкивские джунглевые курицы и другие виды птиц.
Заповедник внесён в список семи зон с крайне низкой плотностью тигров. Согласно исследованиям на его территории в 2010 году проживало только 12—15 особей, в то время как количество слонов достигало 250. Для увеличения размера популяции тигров было принято решение разводить их в неволе.